# Ray Greene
Ray Greene (ur. 2 lutego 1765 w Warwick, zm. 11 stycznia 1849 w Warwick) – amerykański prawnik i polityk związany z Partią Federalistyczną.
W latach 1797–1801 reprezentował stan Rhode Island w Senacie Stanów Zjednoczonych.